# José María Artero García
José María Artero García, licenciado en Ciencias Naturales y catedrático español, docente en la Escuela de Magisterio y en Instituto de Secundaria “Nicolás Salmerón”, nacido en Almería (Andalucía, España) el 10 de julio de 1921 y fallecido el 26 de septiembre de 1991.

## Biografía
Estudió Peritaje Agrícola en Madrid, donde conoció a los escritores José Hierro e Ignacio Aldecoa, formando parte en los años 1950 del Cuerpo de Peritos Agrícolas del Estado, Jefatura Agronómica. Sería el primer delegado en Almería del Colegio de Peritos Agrícolas de Andalucía Meridional con sede en Granada. Cofundador de la Agrupación Fotográfica Almeriense (AFAL) en 1950, junto con Carlos Pérez Siquier y Jesús Aguirre entre otros, elegido su presidente en 1955, y director de la revista Afal (1956-1963).
Como lector constante logró reunir una biblioteca de 8000 volúmenes. En 1974 crea la Editorial Cajal que se dedicaría a la publicación de obras relacionadas con Almería, con la serie denominada Biblioteca de Autores Almerienses, a la que dedica esfuerzo a pesar de no ser un negocio rentable. En 1975 crearía la Feria del Libro con idea que continuara en años sucesivos. Fue uno de los fundadores, y el primer presidente del Ateneo de Almería, entre 1974 y 1978. Es también miembro fundador del periódico La Crónica (1981) o la revista Andarax, Artes y Letras (1978-82), de la que fue animador y redactor jefe. Es el primer representante almeriense en la Asociación de Editores Andaluces.
Candidato al Senado por Unión de Centro Democrático (UCD) en las elecciones parciales celebradas el 27 de noviembre de 1980, no resultó elegido; obtuvo 27 486 votos.
Socio del Club de Mar, formó parte de su primera junta directiva presidida por Jesús Durbán Remón y ratificada el 21 de julio de 1949.
En los años 1980 sufre una grave enfermedad que lo acompañará ya hasta su muerte, pero no abandona sus actividades culturales, que continúa promocionando y organizando hasta su fallecimiento en 1991. Está considerado uno de los mayores impulsores de la cultura almeriense.

## Obra
- “Nuestro planeta 4” Experiencias: 4.º EGB, con otro, Ed. Everest[8]
- “La vida en nuestro planeta. Zoología I. Historia natural básica”. Ed. Everest, Lérida, 1971 (1.ª ed.), 1977 (2.ª ed.), 189 págs.
- “La vida en nuestro planeta. Botánica. Historia natural básica”. Ed. Everest, Lérida, 1974, 170 págs., ISBN 84-241-5603-X
- “La vida en nuestro planeta. Geología: historia natural básica”. Ed. Everest, Lérida, 1975, 191 págs., ISBN 84-241-5604-8 (publicado después como “Introducción al mundo de lo inerte”. 6.ª ed., 1982
- “Ciencias de la naturaleza: 7º E.G.B.”, con José Antonio Fidalgo Sánchez. Editorial Everest, 1976, ISBN 84-241-6762-7
- “Viaje por el tiempo de Almería”. Editorial Cajal, Almería, 1976, ISBN 84-85219-07-4
- “Ciencias naturales: 3º BUP”. Ed. Everest, 1977, ISBN 84-241-7528-X
- “Introducción al estudio del hombre”, con Teo Puebla. Ed. Everest, 1985, ISBN 84-241-5605-6
- “Pescadores y navegantes”. Ed. Cajal, Serie B.T.A., 26, Almería, 1987

### Premios y reconocimientos
- Premio Bayyana (1977) por su actividad literaria y cultural
- Libro de Oro de la Asociación de Editores de Andalucía
- Placa de plata de la Consejería de Cultura de la Junta de Andalucía (1977)
- Premio a la popularidad de La Voz de Almería (1987)
- IX premio de periodismo de la Casa de Almería en Barcelona (1988)
- Premio Popularísimos de la COPE (Almería, 1990)

## Legado

### Biblioteca Central de Almería
El nombre de José María Artero García aún perdura en las calles de Almería, dando su nombre a la Biblioteca Central inaugurada en 2019, en la capital de la provincia homónima, nombre elegido en 2018, mediante una votación se llevó a cabo a través de una encuesta popular en la aplicación Almería Participa, que ganó por mayoría absoluta con un 54 % de los votos.Sin embargo, esta decisión no está exenta de polémica.